# Aphyllorchis gracilis
Aphyllorchis gracilis är en orkidéart som beskrevs av Rudolf Schlechter. Aphyllorchis gracilis ingår i släktet Aphyllorchis och familjen orkidéer.
Artens utbredningsområde är Sulawesi. Inga underarter finns listade i Catalogue of Life.